# Andryjanki (gromada)
Andryjanki – dawna gromada, czyli najmniejsza jednostka podziału terytorialnego Polskiej Rzeczypospolitej Ludowej w latach 1954–1972.
Gromady, z gromadzkimi radami narodowymi (GRN) jako organami władzy najniższego stopnia na wsi, funkcjonowały od reformy reorganizującej administrację wiejską przeprowadzonej jesienią 1954 do momentu ich zniesienia z dniem 1 stycznia 1973, tym samym wypierając organizację gminną w latach 1954-1972.
Gromadę Andryjanki z siedzibą GRN w Andryjankach utworzono – jako jedną z 8759 gromad – w powiecie bielskim w woj. białostockim, na mocy uchwały nr 12/V WRN w Białymstoku z dnia 4 października 1954. W skład jednostki weszły obszary dotychczasowych gromad Andryjanki, Wygonowo i Siekluki ze zniesionej gminy Boćki w tymże powiecie oraz obszary dotychczasowych gromad Piotrowo Krzywokoły i Piotrowo Trojany ze zniesionej gminy Dziadkowice w powiecie siemiatyckim. Dla gromady ustalono 14 członków gromadzkiej rady narodowej.
Gromada przetrwała do końca 1972 roku, czyli do kolejnej reformy gminnej.